# Saint-Sauveur-la-Vallée
Pour les articles homonymes, voir Saint-Sauveur.
Saint-Sauveur-la-Vallée est une ancienne commune française située dans le département du Lot, en région Occitanie, devenue, le 1er janvier 2016, une commune déléguée de la commune nouvelle de Cœur-de-Causse.
Ses habitants sont appelés les Salvadoriens.

## Géographie
Commune située dans le parc naturel régional des Causses du Quercy, sur le Vers.

### Communes limitrophes
|                | Labastide-Murat (Cœur de Causse)         |                                  |
| Lamothe-Cassel | Saint-Sauveur-la-Vallée                  | Soulomès                         |
|                | Saint-Martin-de-Vers (Les Pechs du Vers) | Saint-Cernin (Les Pechs du Vers) |

## Toponymie
Le toponyme Saint-Sauveur-la-Vallée est basé sur l'épithète mystique de Jésus-Christ : Salvador qui veut dire le Sauveur. La Vallée est une forme française ajoutée.
Durant la Révolution, la commune porte le nom de Puyvalon.

## Histoire
La commune a été réunie à celle voisine de Soulomès avant 1806 puis a retrouvé son autonomie en 1865.

## Politique et administration

### Liste des maires
| Période                                  | Période  | Identité        | Étiquette | Qualité |
| ---------------------------------------- | -------- | --------------- | --------- | ------- |
| janvier 2016                             | En cours | René Courdesses |           |         |
| Les données manquantes sont à compléter. |          |                 |           |         |

| Période                                  | Période       | Identité        | Étiquette | Qualité |
| ---------------------------------------- | ------------- | --------------- | --------- | ------- |
| avant 1981                               | ?             | Robert Vidal    | PS        |         |
| mars 2001                                | mars 2014     | Michel Valette  | PS        |         |
| mars 2014                                | décembre 2015 | René Courdesses |           |         |
| Les données manquantes sont à compléter. |               |                 |           |         |

## Démographie
L'évolution du nombre d'habitants est connue à travers les recensements de la population effectués dans la commune depuis 1793. À partir du 1er janvier 2009, les populations légales des communes sont publiées annuellement dans le cadre d'un recensement qui repose désormais sur une collecte d'information annuelle, concernant successivement tous les territoires communaux au cours d'une période de cinq ans. 
Pour les communes de moins de 10 000 habitants, une enquête de recensement portant sur toute la population est réalisée tous les cinq ans, les populations légales des années intermédiaires étant quant à elles estimées par interpolation ou extrapolation. Pour la commune, le premier recensement exhaustif entrant dans le cadre du nouveau dispositif a été réalisé en 2006,.
En 2013, la commune comptait 42 habitants, en évolution de −27,59 % par rapport à 2008 (Lot : +0,05 %, France hors Mayotte : +2,49 %).
| 1793 | 1800 | 1866 | 1872 | 1876 | 1881 | 1886 | 1891 | 1896 |
| ---- | ---- | ---- | ---- | ---- | ---- | ---- | ---- | ---- |
| 339  | 576  | 309  | 284  | 289  | 259  | 259  | 246  | 248  |

| 1901 | 1906 | 1911 | 1921 | 1926 | 1931 | 1936 | 1946 | 1954 |
| ---- | ---- | ---- | ---- | ---- | ---- | ---- | ---- | ---- |
| 205  | 200  | 188  | 144  | 154  | 147  | 130  | 110  | 92   |

| 1962 | 1968 | 1975 | 1982 | 1990 | 1999 | 2006 | 2011 | 2013 |
| ---- | ---- | ---- | ---- | ---- | ---- | ---- | ---- | ---- |
| 90   | 83   | 77   | 68   | 46   | 39   | 53   | 42   | 42   |

En 1999, elle était la commune la moins peuplée du département du Lot.

## Culture locale et patrimoine

### Lieux et monuments
- L'église Saint-Sauveur de Saint-Sauveur-la-Vallée.
- Le sentier de grande randonnée GR 46 allant de Tours à Toulouse passe sur le territoire de Saint-Sauveur-la-Vallée.